# Georg Böllmann
Georg Böllmann (geboren 14. Dezember 1866 in Eger, Österreich-Ungarn; gestorben 17. Mai 1933 in Prag) war ein tschechoslowakischer Politiker und Parlamentsabgeordneter.

## Leben
In Böllmanns Jugend zog seine Familie von Eger nach Pilsen um, der Vater war dort als Eisenbahner tätig. In Pilsen besuchte Georg Böllmann zunächst eine Privatschule, anschließend das deutsche Gymnasium. Ab 1885 arbeitete er bei den K. K. Österreichischen Staatsbahnen, unterbrochen durch den Militärdienst. Anschließend wurde er nach Elbogen, später nach Eger, Saaz, Postelberg und Pilsen versetzt. Während der Revolution von 1918 war er Obmann der deutschösterreichischen Staatsbahn-Beamten und als solcher Geschäftsleiter der Ortsgruppen des Vereins in Böhmen, Mähren und Schlesien. Nach einer Erkrankung schied er aus dem Eisenbahndienst aus und betrieb ab 1918 eine Bauernwirtschaft in Wissotschan bei Saaz, die er 1908 erworben hatte. Böllmann arbeitete am Aufbau des „Bundes der Landwirte“ in Böhmen mit. 1920 wurde er für diese Partei ins tschechoslowakische Parlament gewählt und 1926 und 1929 wiedergewählt. Seit 1929 war er auch Obmann des Klubs der Abgeordneten und Senatoren des Bundes der Landwirte. Böllmann war ferner Mitglied verschiedener landwirtschaftlicher Interessenverbände in der Tschechoslowakei.